# 有吉ジュン
有吉 ジュン（ありよし ジュン、1957年7月7日 - ）は、主に1970年代後半期に活動した日本の元歌手、元タレント。大阪府出身。本名は池内 祥子。所属していた芸能事務所は「エイプリル・ミュージック」→「コヒナタ企画」。

## 来歴・人物
サイズは身長161cm、B83cm、W59cm、H86cm（1977年当時）。
趣味はスキンダイビング、オートバイ（1977年当時公表のもの）。
実家は運送屋。中学2年生の時に西野バレエ団入団、入団一年後に「西野ユニークメンバー」に選ばれ『全日本歌謡選手権』（読売テレビ制作・日本テレビ系列局）などにレギュラー出演。帝国学園高等学校（現・大阪国際滝井高等学校）卒業後、歌謡番組のアシスタントをしていたところをスカウトされ、本格的に芸能界入り。1976年9月1日、シングル『涙があればいい』で歌手デビュー。
1979年8月『MBSヤングタウン』（MBSラジオ）降板後の活動は不明。その後引退。

## ディスコグラフィー

### シングル
| 発売日         | レーベル    | 面 | タイトル               | 作詞         | 作曲         | 編曲       | 備考 |
| -------------- | ----------- | -- | ---------------------- | ------------ | ------------ | ---------- | --- |
| 1976年9月1日   | CBS・ソニー | A  | 涙があればいい         | 千家和也     | 佐伯一郎     | 馬飼野康二 | |
| 1976年9月1日   | CBS・ソニー | B  | ふたりの珈琲           | 千家和也     | 佐伯一郎     | 馬飼野康二 | |
| 1977年1月21日  | CBS・ソニー | A  | ランデブー             | 甲斐よしひろ | 甲斐よしひろ | 馬飼野康二 | 『ランデブー』は後に楽曲提供者の甲斐よしひろがセルフカバー。2011年リリースのアルバム『ホームカミング KAI BOOTLEG SERIES Vol.1』に収録。 |
| 1977年1月21日  | CBS・ソニー | B  | メモリーグラス         | 甲斐よしひろ | 甲斐よしひろ | 馬飼野康二 | 『ランデブー』は後に楽曲提供者の甲斐よしひろがセルフカバー。2011年リリースのアルバム『ホームカミング KAI BOOTLEG SERIES Vol.1』に収録。 |
| 1977年5月21日  | CBS・ソニー | A  | あげるものはなにもない | 橋本淳       | 都倉俊一     | 馬飼野俊一 | |
| 1977年5月21日  | CBS・ソニー | B  | 冒険                   | 橋本淳       | 都倉俊一     | 馬飼野俊一 | |
| 1977年11月21日 | CBS・ソニー | A  | 今日子の宵待草         | 橋本淳       | 穂口雄右     | 高田弘     | |
| 1977年11月21日 | CBS・ソニー | B  | ピアノブルー           | 橋本淳       | 穂口雄右     | 高田弘     | |
| 1978年9月21日  | CBS・ソニー | A  | 誘惑のスロットマシン   | 伊藤アキラ   | 佐瀬寿一     | 松任谷正隆 | |
| 1978年9月21日  | CBS・ソニー | B  | 黄色いダンプ           | 伊藤アキラ   | 佐瀬寿一     | 松任谷正隆 | |

## 出演

### テレビ
- スター芸能大合戦（毎日放送制作、TBS系列）- アシスタント、レギュラー出演
- スターどっきり（秘）報告（フジテレビ）- 三波伸介キャップ時代前期、リポーターとしてレギュラー出演
- ザ・ロンゲストショー（東京12チャンネル（現：テレビ東京））[7]

### テレビドラマ
- 愛のサスペンス劇場『愛が試される時』（日本テレビ）- 1977年1月10日～1977年2月4日
- 明日の刑事（TBS）- 第13話「女子高生は刑事がお好き!」（1977年12月28日放送）

### ラジオ
- MBSヤングタウン火曜日（MBSラジオ）- 1977年10月～1979年8月、きたむらけん、オール阪神・巨人と共演
- 男のラジオTO-NITE（ラジオ関東（現：アール・エフ・ラジオ日本））- 1977年10月～1978年3月、月曜日アシスタント